# املبن
املبن (به آلمانی: Emleben) یک شهر در آلمان است که در Gotha واقع شده‌است. املبن ۸۱۴ نفر جمعیت دارد.